# Dějiny Trnavy
Dějiny Trnavy začínají už ve 13. století, kdy se stala svobodným královským městem. Byla sídlem univerzity, rozvíjel se zde i průmysl a bylo zde také zřízeno arcibiskupství.

## Předměstské osídlení

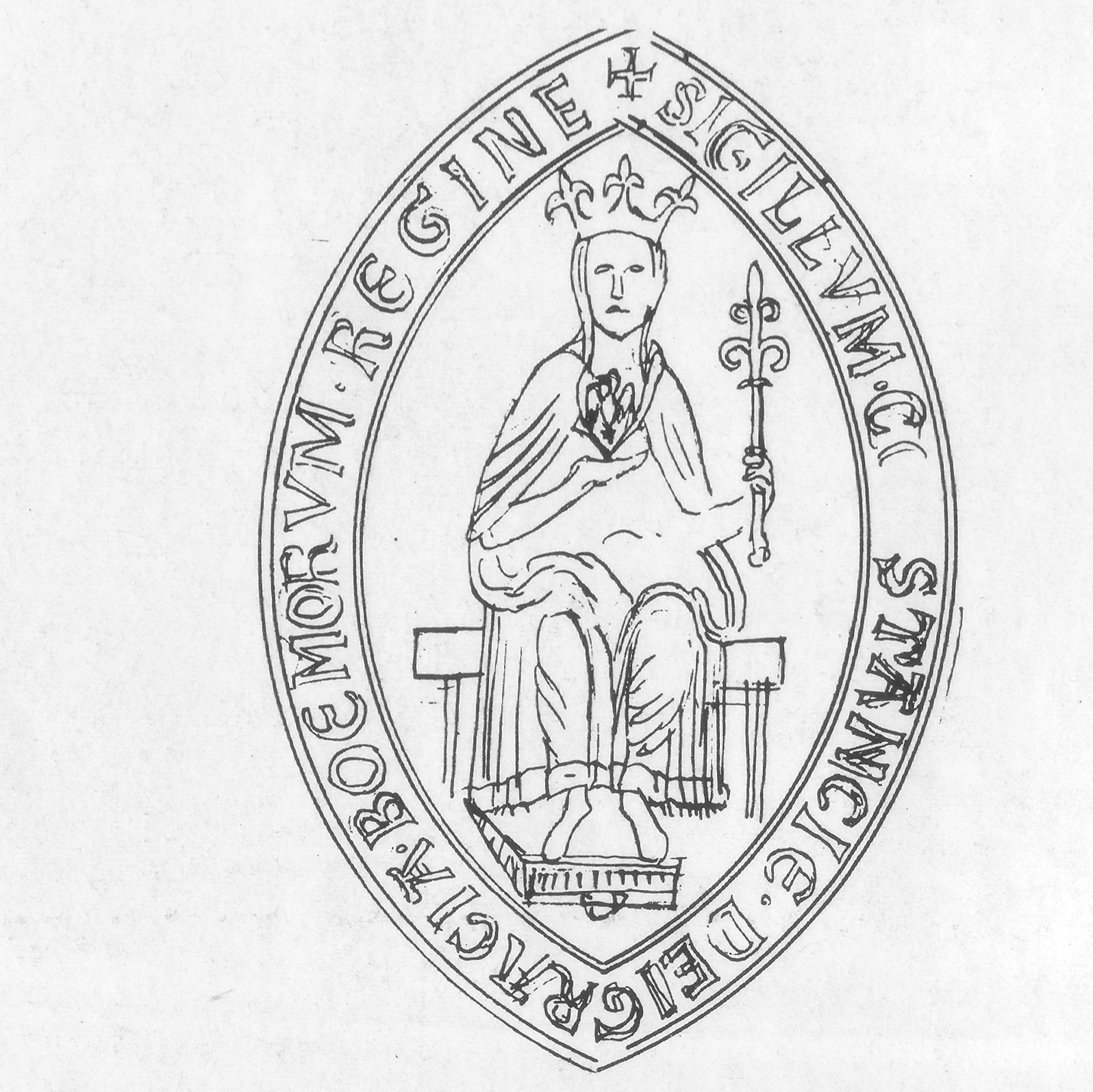
Konstancie Uherská dostala okolí Trnavy jako věno v roce 1199.

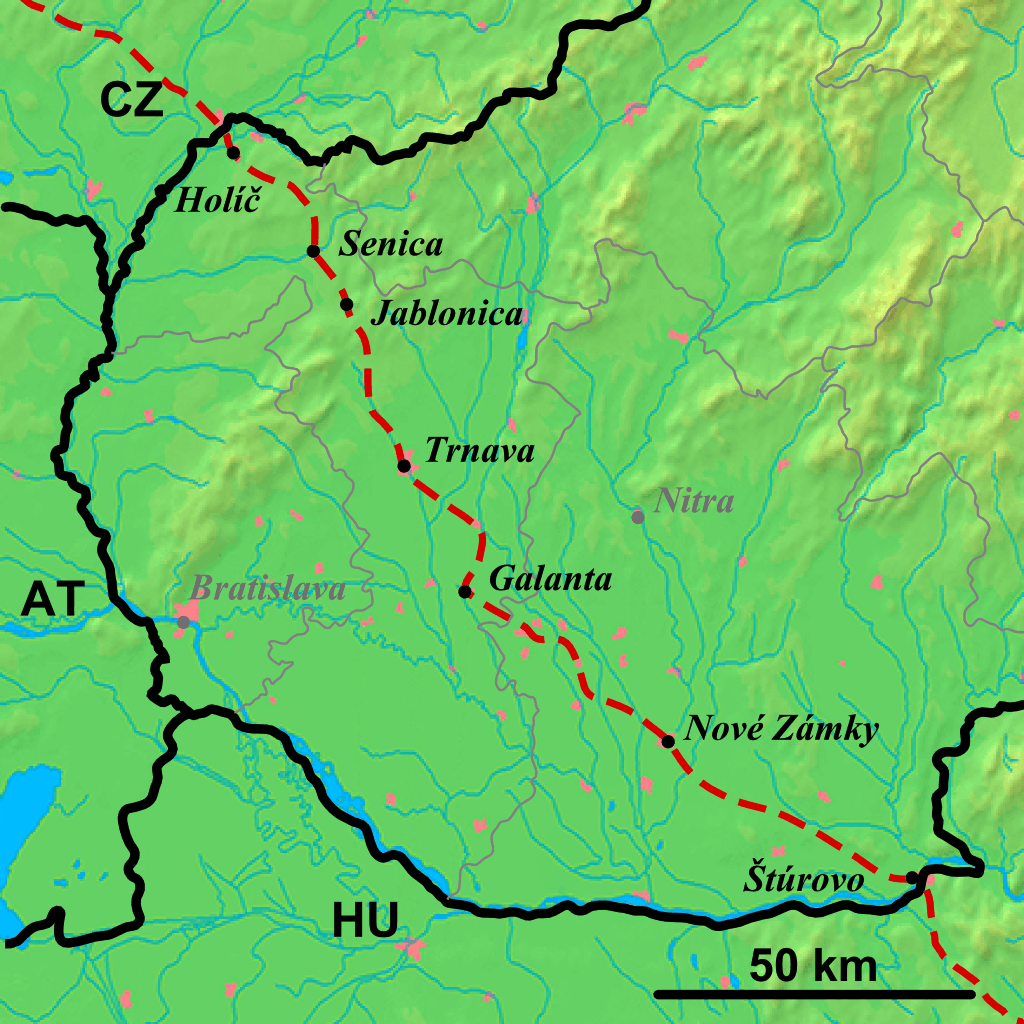
Trnava na trase České cesty

Úrodná nížina na březích potoka Trnávka byla obydlena už v mladší kamenné době kamenné. Kontinuita osídlení nebyla na delší období přerušovaná, což dokazují nálezy z bronzové a železné doby, například poklad keltských mincí s nápisy BIATEC, NONNOS, COISA. Na přítomnost římské kultury poukazují mince i keramika. Nálezy z 1. a 2. století byly zjištěny i v poloze dnes již neexistujícího kostela sv. Michala. Stopy slovanských a velkomoravských sídlišť a hrobů se našly v městské části Kopánka a na Sereďské cestě.
Představy o předměstském osídlení jsou zatím pouze mlhavé, ale intenzivnější archeologické výzkumy jim začínají dávat přesnější kontury. K důležitému postavení Trnavy na přelomu 12. a 13. století přispěla dcera uherského krále Bély III., Konstancie. V roce 1199 dostala území mezi Trnavou a Malými Karpaty jako věno při sňatku s českým králem Přemyslem Otakarem I. Konstancie se snažila zlepšit obchodní spojení Uherska a Čech. Její zásluhou byla upravena trasa České cesty s dávnou obchodní tradicí, která vedla z Prahy přes Brno a Hodonín do Trnavy a odtud do Ostřihomi a Budína.
Listina ostřihomského arcibiskupa Jana z roku 1211 o darování části příjmů z kostela v osadě Sobota ostřihomské kapitule je první písemnou zmínkou o Trnavě. V té době už musela být důležitým a rozvinutým místem v regionu. Název osady Sumbot, Zumbothel, Szombat atd., čili Sobota byl odvozen ode dne konání trhu, název Tyrna, Dyrna atd., čili Trnava pochází ze staršího - slovanského prostředí („Trn-ava“, -ava je slovanská koncovka, znamená kolem, tedy volným překladem místo s trny, místo obehnané trny, co možná označovalo nějakou formu fortifikace).
Vzhled původní tržní osady na východním okraji města připomíná dodnes trychtýřový tvar Jeruzalémské a Kapitulské ulice. V jejím centru stál kostel zasvěcený sv. Mikulášovi, patronovi obchodníků. Na mírném kopci pravého břehu potoka, v okolí pozdějšího františkánského kostela sv. Jakuba, bylo situované blíže neurčené osídlení. Tradice zde vzpomíná přítomnost benediktinského opatství, ale z nálezů ho nelze potvrdit. Nejnovější nálezy objektů kolových staveb z 12. století dokazují, že zástavba měla v té době větší rozptyl a přesahovala i plochu pozdějšího opevněného města.

## Trnava městem – 13. století

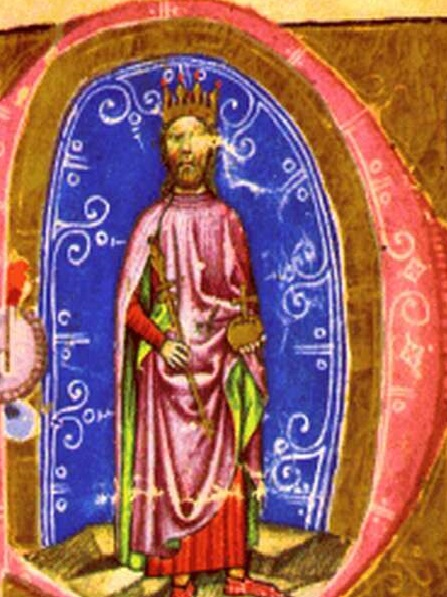
Béla IV. udělil Trnavě městská práva v roce 1238

V roce 1238 udělil panovník Béla IV. Trnavě, jako jednomu z prvních míst na území dnešního Slovenska privilegia svobodného královského města. Privilegiální listina přiznává výsady místnímu obyvatelstvu i hostům přicházejícím zvenčí. Město plnilo funkci pevnosti. Chránilo důležité cesty a zároveň mělo významnou roli v mezinárodním obchodě. Do jeho pokladny plynuly příjmy z cla, mýtného, daní a tržních poplatků. Mimořádný význam z udělených výsad mělo osvobození Trnavčanů od placení mýtného v celé zemi. V čele města stála dvanáctičlenná městská rada s rychtářem voleným měšťany na rok. Jeho funkci schvaloval panovník. Rada řešila všechny všechny civilní spory měšťanů a mimo jiné rozhodovala i o výměně městského faráře, kterého ale schvaloval ostřihomský arcibiskup.
Velká koncentrace obyvatelstva ve středověkých městech vytvořila příznivé podmínky pro příchod žebravých řádů. Zvykli se usadit v okrajových čtvrtích při hradbách. V jihovýchodním koutě opevnění Trnavy se usadil řád sv. Kláry, který je písemně doložen v roce 1239. Zároveň s ním přišli i františkáni, kteří se usadili při západním úseku hradeb. O něco později si na severovýchodě vybudovali svůj klášter dominikáni pravděpodobně na místě původního johanitského konventu. Významná sakrální stavba – kostel sv. Mikuláše přetrval ještě v románské podobě z předměstského osídlení. K veřejným středověkým stavbám města patřil i areál Špitáliku s kostelem sv. Heleny s původním Patrociniem sv. Kříže. Pro nejchudší obyvatele města ho vybudovali u jižního úseku hradeb a z vnější strany opevnění umístili hřbitov.
Po smrti Bély IV. se obnovilo napětí mezi Uherskem a Čechami, podpořené několika válečnými konflikty. Koncem 13. století se Trnava dostala do rukou mocného uherského feudála Matúše Čáka Trenčanského, který ji vydrancoval.

## Trnava vyspělým gotickým městem – 14. století

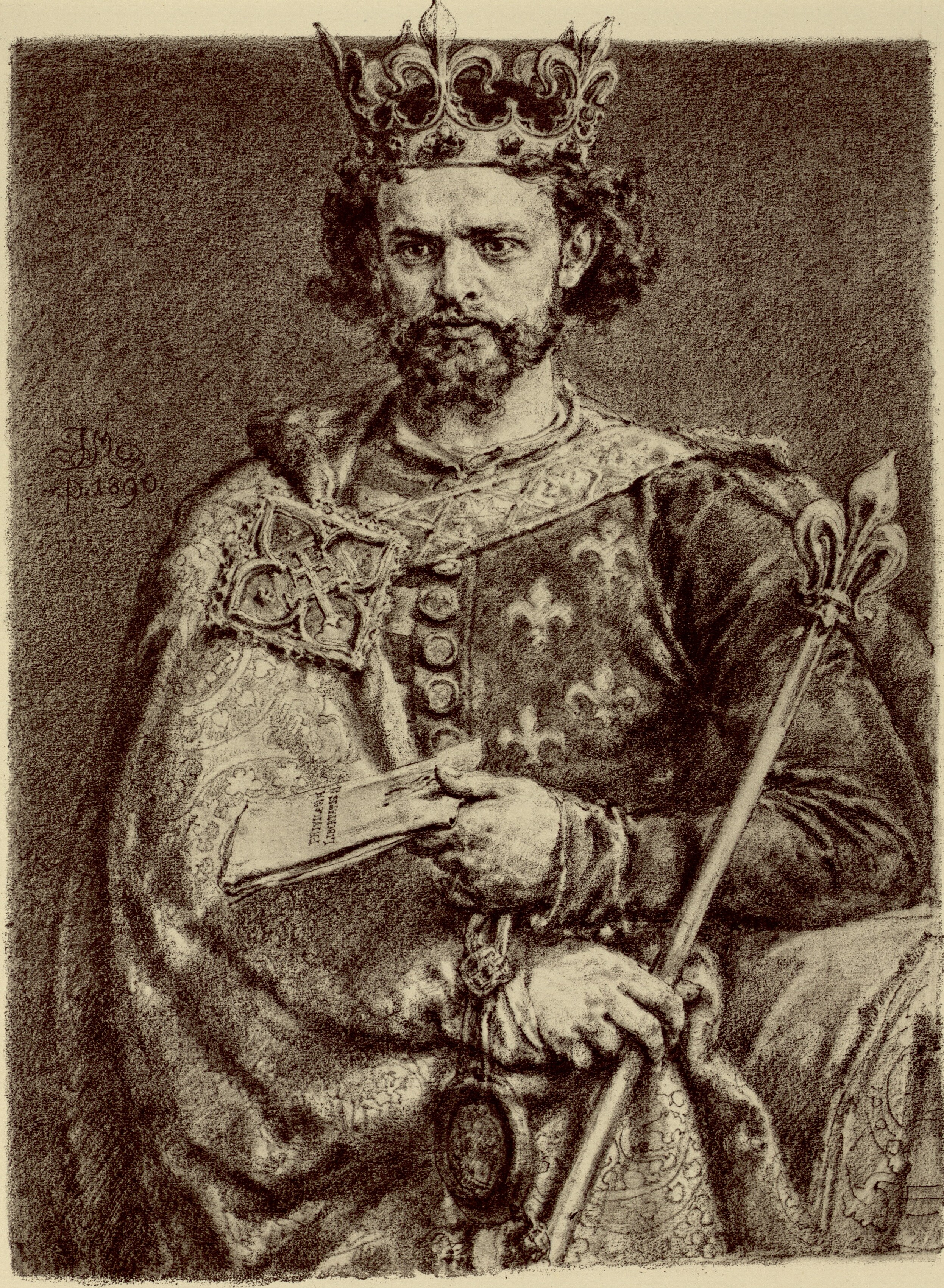
Král Ludvík z Anjou roku 1382 v Trnavě náhle zemřel

V roce 1327 jednal v Trnavě uherský král Karel Robert s českým králem Janem Lucemburským o zlatých florénech a pražských groších. Dohodli se zde i na zasnoubeni svých dětí. Význam České cesty vzrostl ještě více uzavřením přátelské dohody mezi českým králem Karlem IV. a uherským králem Ludvíkem z Anjou kteří se v Trnavě setkali v roce 1350. Při návratu z Polska v roce 1382 Ludvíka I. zastihla náhle v Trnavě smrt.
V roce 1325 vypukl požár, který se soustředil zejména na východní část města s klášterem klarisek a poškodil i farní kostel sv. Mikuláše. V 60. letech 14. století se začala jeho rozsáhlá přestavba do podoby honosného gotického kostela. Urbanistická podoba města byla už kolem poloviny 14. století ustálená. Staré valy opevnění nahradily zděné hradby s baštami. Obranné cesty podél hradeb byly spojeny s centrálními komunikacemi úzkými uličkami. V okolí potoka nebyly vytvořeny ještě ulice, ale lemovaly ho pouze zadní části parcel domů. Výjimkou byla dnešní Dolnopotočná ulice, kde se již v této době předpokládá existence židovského ghetta.
Obytný dům z počátků města se rozšiřoval přístavbami, až vznikl tzv. přejezdový dům s překrytým vstupem pro vozy z ulice. Ve městě se však stavěly i nové gotické domy hned jako vyspělé průjezdní objekty. Na středověký původ domů dnes upozorňuje několik odkrytých detailů. Jsou to zejména gotická okna na průčelích, sedile v průjezdech, větší množství půlkruhových a lomených kamenných portálů, gotické žebrové klenby a výklenky na svítidla zachované ve sklepích.

## Trnava od počátku 15. století po bitvu u Moháče

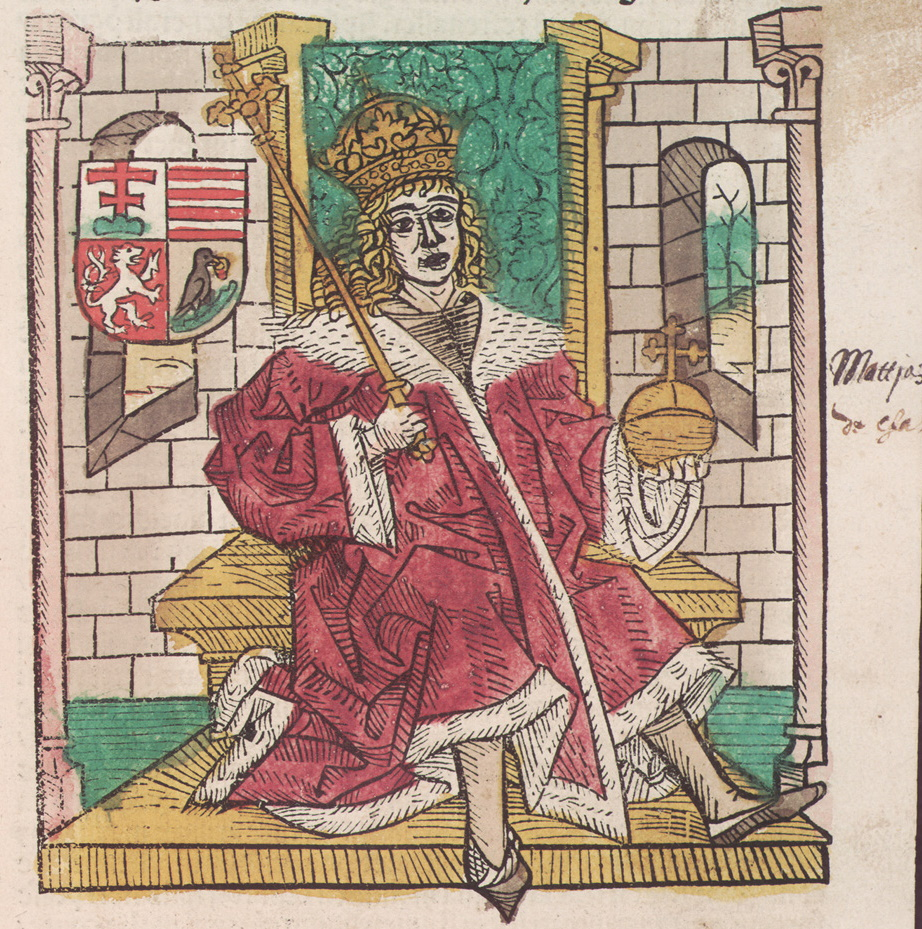
Za vlády Matyáše Korvína město znovu vzkvétalo.

Husité v čele s Blažkem z Borotína v roce 1432 město lstí obsadili a vydrancovali. Podnikali z něho vojenské útoky do okolí. Jejich posádka zde zakotvila až do roku 1435. Při odchodu pobrali husité z kostelů a klášterů cennosti. Z městského archivu vzali mezi jinými i privilegiální listinu Bély IV. Trnavčané museli později tyto předměty a listiny draze vykoupit. Za vlády Matyáše I. Korvína se Trnava stala opět významným středem obchodu se zahraničím. Kromě německého a maďarského obyvatelstva měli již významné postavení Slováci a Židé. Slováci získali i zastoupení v městské správě. Židovské ghetto v dnešní Dolnopotočné ulici u Trnávky je písemně doloženo koncem 15. století. Židé se vyčleňovali z městské společnosti samostatným právním systémem a vlastním rychtářem. Neshody mezi měšťany a Židy vyústily do násilných konfliktů, které musel řešit panovník.
Ve městě přibyla jedna církevní novostavba – kaple sv. Michala. Původně krypta rodiny kapitána Pavla Holého, který stál v národnostních sporech na straně Slováků. Od počátků byla svatostánkem Slováků a bohoslužby v ní sloužili slovenští kazatelé.
Významný přínos pro městskou samosprávu znamenala výstavba objektu se sály pro jednání městské rady a širší městské obce DOMUS CONSILI. V objektu byl umístěn i městský archiv a vězení a později k němu přistavěli i malý dům pro kata, kterého na požádání půjčovali okolním městům.
Po smrti krále Matyáše v roce 1490 se v Trnavě uskutečnily rozhovory Vladislava Jagellonského s představiteli uherské šlechty o nástupnictví na uherský trůn. Slibný rozvoj města zastavil v prvních letech 16. století vojenský konflikt s Maxmiliánem Habsburským. Ničení ve městě ještě dovršil požár a mor. Město se vzpamatovalo z pohromy zejména zásluhou mezinárodního obchodu s dobytkem, který vedl se západní Evropou právě přes Trnavu. Přicházelo sem množství obchodníků, řemeslníků a pocestných. Obchod a oživení trhů započalo činnost trnavských cechů.
Na jihu Evropy již začalo nebezpečí turecké agrese a země se připravovala na válku. Klidné obchodování skončilo v roce 1526, když vojsko sultána Sulejmana I. porazilo v bitvě u Moháče vojska uherského krále Ludvíka Jagellonského a zabralo jižní území země.

## Po bitvě u Moháče, 16. a 17. století

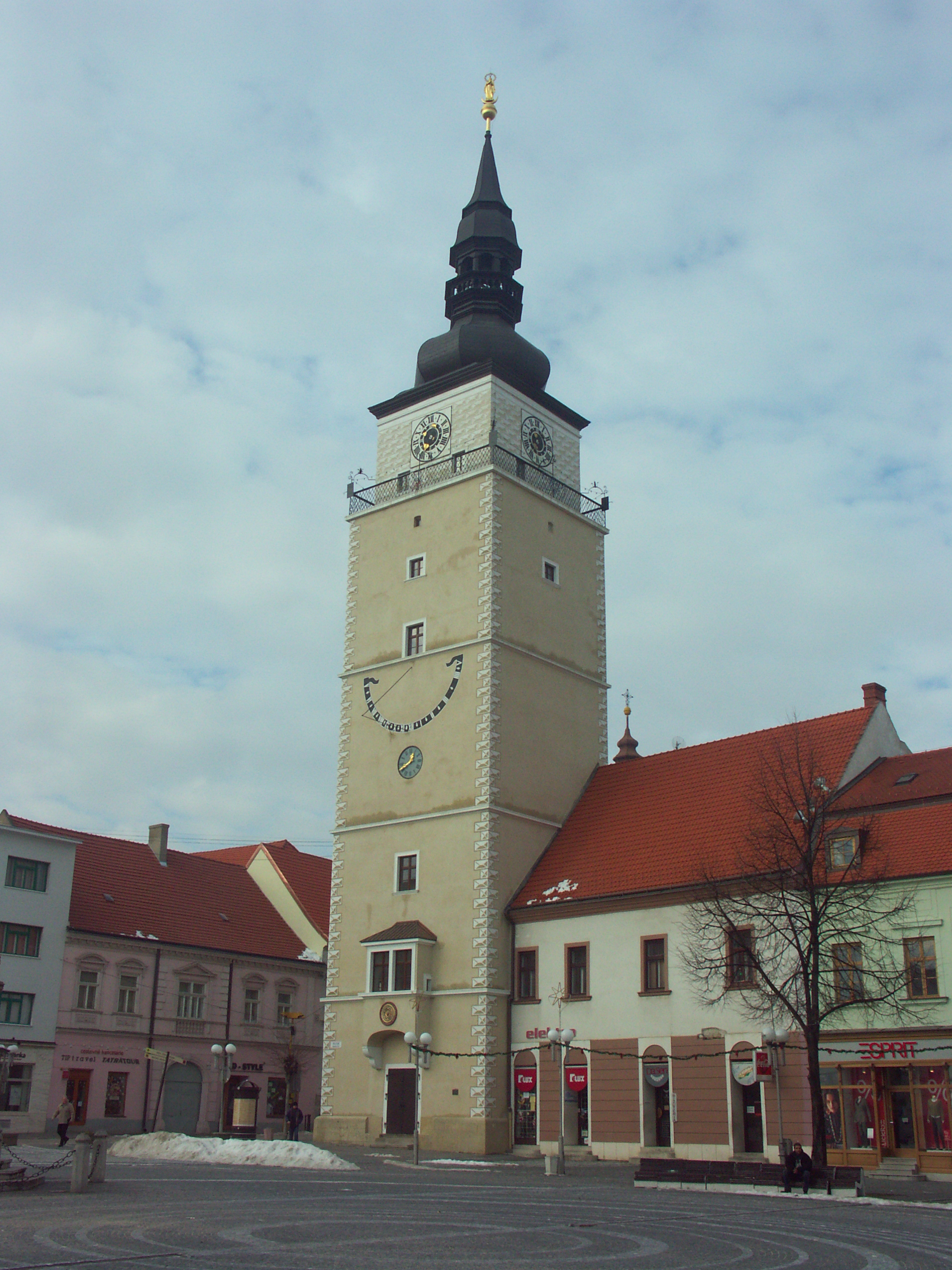
V roce 1574 se začala stavba nové dominanty města, městské věže.

Sloučení městské a kapitulní školy v roce 1553 bylo prvním pokusem arcibiskupa Mikuláše Oláha o založení školy vyššího typu. Jezuitské kolegium působilo v Trnavě v letech 1561–1567 a svou činnost obnovilo později, v roce 1616. Arcibiskup Mikuláš Oláh otevřel v roce 1567 seminář. K šíření vzdělání přispěla od roku 1577 i produkce tiskaře Mikuláše Telegdiho.
Od poloviny 16. do konce 17. století Trnava zažila mnoho pohrom. Obyvatele několikrát zasáhla morová epidemie, v roce 1566 vypukl požár a o několik let později postihly město dvě zemětřesení. Při povodni v roce 1618 zalila Trnavu voda údajně do výšky téměř dvou metrů. Město trpělo během protihabsburských povstání Štěpána Bočkaje, Gabriela Bethlena, Juraje Rákocziho a po povstání Imricha Tökölyho doslova lehlo popelem, přičemž zahynulo téměř 4 000 lidí. Navzdory nepříznivým událostem zůstala Trnava jedním z nejdůležitějších středisek řemeslné výroby na Slovensku. Daňové registry evidují kolem 40 cechů. Cechovní artikuly některých řemesel v Trnavě převzali v jiných městech.
Příchodem ostřihomského arcibiskupa a kapituly se rozmnožila zástavba dosud stagnujících prostor Kapitulské ulice a Náměstí sv. Mikuláše. Z nejvýznamnějších staveb je třeba zmínit arcibiskupský palác, který dal vybudovat arcibiskup Mikuláš Oláh a kanovnické domy na náměstí. Důkazem jejich vysoké umělecké úrovně jsou odkryté figurální malby na průčelí domu na rohu náměstí. Od renesance byl v Trnavě oblíbený dům s arkádovým nádvořím. Často s kamennými toskánskými sloupy. Zajímavým je i typ domu se vstupní síní tzv. Mázhausem, dodnes zachován jen ojediněle. Arkýře, půlkruhové kamenné portály, nástěnné malby, geometrické a figurální motivy na fasádách vytvářejí obraz o vysoké stavební a umělecké úrovni renesanční architektury Trnavy. Renesance obohatila siluetu Trnavy o novou dominantu - městskou věž, pozorovatelnu na náměstí.

## Trnava od 2. čtvrtiny 17. století, Trnavská univerzita

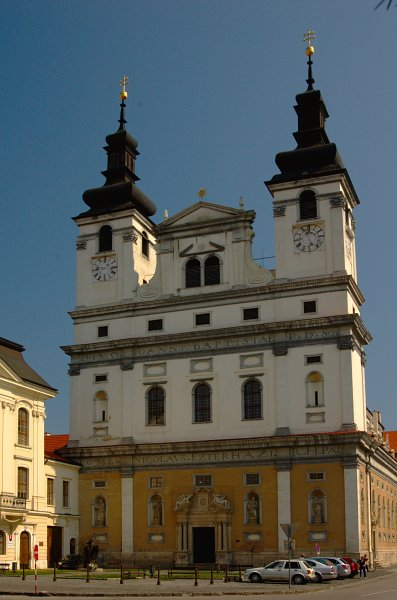
Katedrála sv. Jana Křtitele z let 1629–1637.

Arcibiskup František Forgáč daroval v roce 1615 opuštěný dominikánský klášter s kostelem jezuitskému kolegiu. Ostřihomský arcibiskup Péter Pázmány vydal 12. května 1635 zakládající listinu univerzity do rukou jejího prvního rektora Juraje Dobronokiho. Trnavská univerzita byla slavnostně otevřena 13. listopadu 1635. Nezávislost jí zaručovala zlatá bula Ferdinanda II. z 18. října 1635, která jí potvrdila výsady jiných univerzit. Zpočátku byla typickou jezuitskou univerzitou s filozofickou a teologickou fakultou zaměřenou na vzdělání duchovních. Později se rozšířila o právnickou (1667) a lékařskou fakultu (1769). Za svého existence v Trnavě dosáhla úrovně evropských univerzit. Někteří její profesoři byli mezinárodně uznávání a jejich díla byla překládána do více cizích jazyků. Důležitou roli splňovala Trnavská universitní tiskárna a její knižní produkce. Univerzitní lékárna sloužila i obyvatelům města a pomohla jim zejména v letech epidemií. Botanická zahrada byla přístupná veřejnosti. V roce 1773 zpřístupnili i bohatou knihovnu univerzity (v té době obsahovala kolem 17 000 svazků).
Přítomnost univerzity rozproudila stavební činnost ve městě. O výstavbu některých objektů se zasloužil uherský palatin Mikuláš Esterházy a ostřihomský arcibiskup Péter Pázmány. Kostel sv. Jana Křtitele, nazývaný také univerzitní, byl postaven v letech 1629–1637 na místě původního dominikánského kostela. Staviteli byli Italové Pietro Spazzo a Antonio Canevale. Byl prvním raně barokním kostelem na Slovensku a svou uměleckou hodnotou přesáhl hranice země. Kromě církevních účelů sloužil i pro potřeby univerzity, například na disputace, divadelní představení, promoce a podobně. Původní dominikánský klášter upravený jezuity mezi lety 1615–1628 postupně nahradil čtyřkřídlý univerzitní areál. První univerzitní budova byla postavena v roce 1640 napříč původního rajského dvora dominikánského kláštera, který předělila na dvě nádvoří. Po nadstavbě o další podlaží v roce 1667 sloužila právnické fakultě, v přízemí umístili univerzitní lékárnu. Autory budovy byly stavitelé univerzitního kostela. Klášterní křídla se začaly bourat postupně a hned byla nahrazována novými budovami. Jednotlivé univerzitní budovy získaly názvy podle zemí, které tvořily Uhersko (chorvatské, uherské, sedmihradské křídlo). Křídla měla podél nádvoří chodby s otevřenými arkádami. Zároveň se stavěly semináře a konvikty.
Po požárech v letech 1666 a 1683 se opravovaly i jiné budovy ve městě. Kostel sv. Josefa začali stavět kalvíni, ale později ho upravili a využívali paulíni. Péter Pázmány podnítil obnovu klariského a františkánského kostela. Ve městě přibyla některá barokní sochařská díla. Na náměstí bylo osazeno sousoší nejsvětější Trojice a Univerzitní náměstí ozdobilo sousoší Panny Marie.

## Trnava v 18. století

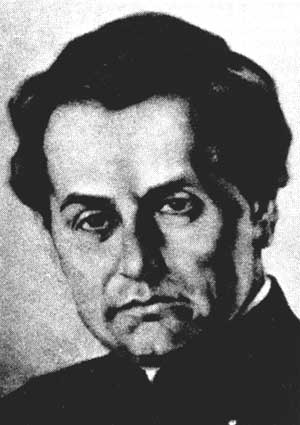
Anton Bernolák kodifikoval první spisovnou slovenštinu na základě trnavského nářečí.

V 18. století v Trnavě přibylo k univerzitnímu komplexu ještě několik barokních staveb – budova semináře sv. Štěpána (1724) a šlechtický konvikt (1747–1764), jako klasicistní novostavba byla postavena budova lékařské fakulty (1772). Na univerzitním náměstí kromě velkolepých palácových architektur byly v tomto období ve městě postaveny kláštery uršulinek a trinitářů s kostely. Na náměstí sv. Mikuláše přibylo sousoší sv. Josefa. Na severní straně kostela sv. Mikuláše byla postavena barokní kaple Panny Marie Trnavské (1739–1741).
Ještě v průběhu 17. století, ale zejména v 18. století si významné šlechtické rody přebudovaly starší měšťanské domy na objekty palácového typu, budovy s vysokým komfortem bydlení získaly různě tvarované kamenné vstupní portály, měly impozantní interiérovou výzdobu zastoupenou například kachlovými kamny a bohatou štukovou dekorací stropů, vedle mnoha jednodušších malovaných ornamentálních motivů se v některých interiérech zachovala i hodnotná figurální malba. Součástí reprezentačních staveb města se stala reduta (dnešní dům na Štefánikově 38), kde se konaly různé společenské akce a plesy.
Období klasicismu se výrazněji nezapsalo do urbanismu města. Spíše se pouze upravovaly významné objekty, například radnice a tzv. Špitálik u kostela sv. Heleny. Koncem 18. století si bohatí měšťané zakládali za hradbami zahrady s letohrádky, z nichž nejvýznamnější je pavilon Spiegelsaal z roku 1792, podle kterého později pojmenovali novou čtvrť. Opevnění ztratilo svůj fortifikační charakter a ze strany města k němu začali přistavovat drobné domy městské chudoby (dnes ulička Horné Bašty).
Královská akademie měla zajistit vyšší vzdělání v Trnavě po odchodu univerzity do Budína. Umístili ji do budovy bývalé lékařské fakulty, ale v roce 1784 byla přestěhována do sousední Bratislavy. Trnava sehrála koncem 18. století důležitou roli při zrodu a formování moderního slovenského národa. Anton Bernolák kodifikoval první slovenský spisovný jazyk na základě trnavského nářečí. Slovenské učené tovarišstvo založené v roce 1792 vytvořilo síť kulturních stánků pro propagování jazyka v zemi. Bernolákovci byly hlasateli myšlenek osvícenství, průkopníky národněbuditelského úsilí a položili základy novodobé slovenské literatury. Od roku 1788 pokračovala v produkci knih tiskárna Václava Jelínka a později jeho syna Jana, kde vyšla v letech 1789–1841 většina bernolákovské literatury .

## Trnava v 19. století

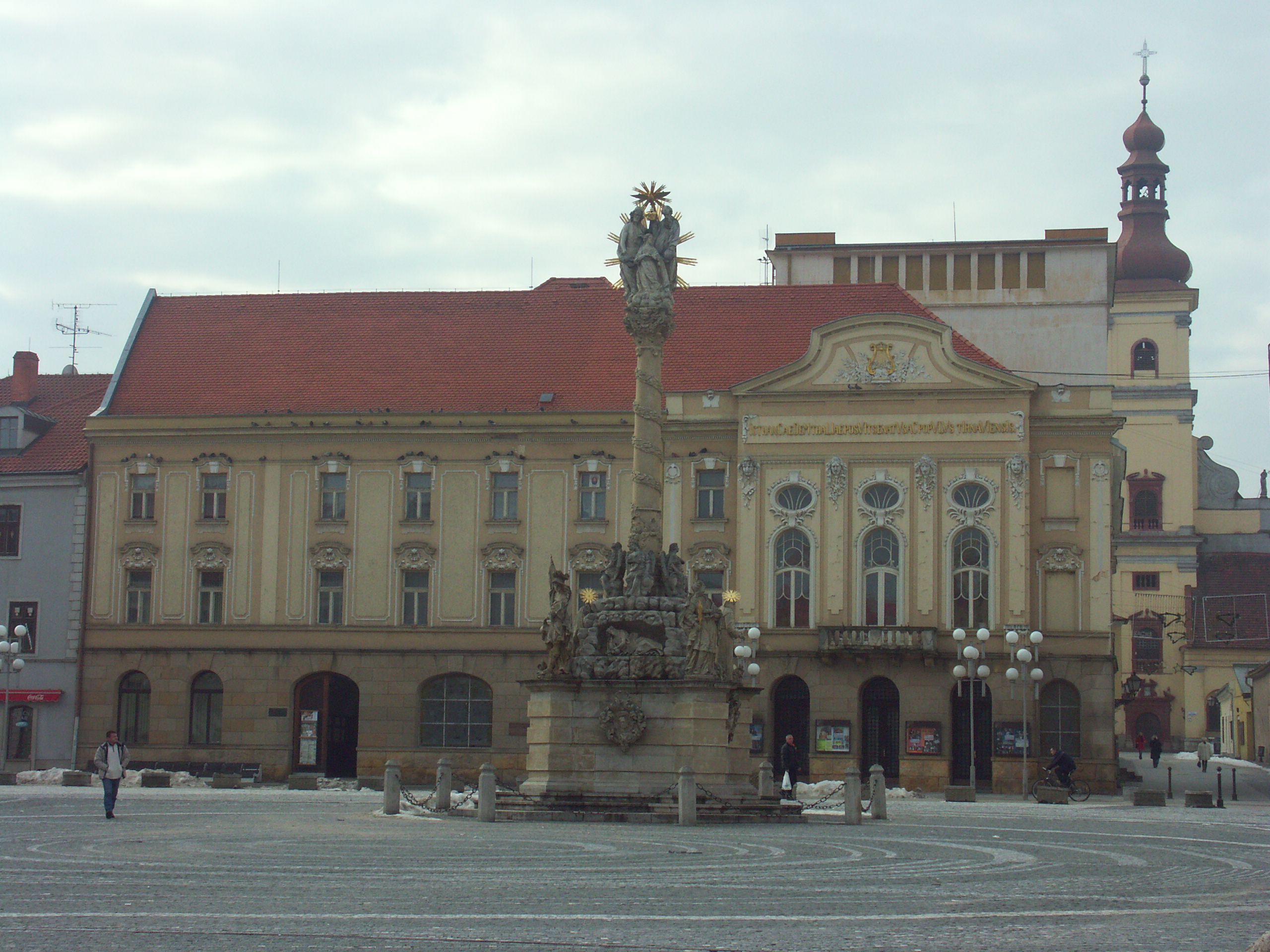
V roce 1831 vzniklo jedno z prvních kamenných divadel na území Slovenska.

Založení trnavského cukrovaru (1830) znamenalo začátek rozvoje průmyslu na zpracování zemědělské produkce. V roce 1838 začala výstavba první koněspřežné železnice v Uhersku. Úsek mezi Trnavou a Bratislavou byl slavnostně otevřen v roce 1846. Další trať směrem na Sereď pro Trnavu zajistila napojení na vodní cestu po Váhu. V letech 1872–1873 železnici přebudovali na parní pohon. Z tohoto období pochází i stavba dodnes dochované budovy železniční stanice.
S rozvojem kapitalismu vzniklo v Trnavě druhé polovině 19. století několik menších podniků: pivovar, sladovna, lihovar, cihelna, zvonolijecká dílna, tiskárna. Cukrovar patřil v roce 1868 už mezi středně velké podniky. Začátkem 20. století k němu přibylo Figaro, podnik na výrobu čokolády a cukrovinek.
Od poloviny století se město začalo rozrůstat dále za hradby. Barbakany před horní a dolní branou byly v roce 1815 zbourány. Později byly odstraněny i obě brány a část hradeb. V zasypaných příkopech vysadili stromořadí. Postupnou přestavbou hostince U Černého Orla vznikla v roce 1831 budova divadla. Na stavbu přispěli občané města finanční sbírkou. Bylo to jedno z prvních zděných divadel na Slovensku. V 19. století byly v městské čtvrti s dlouholetou tradicí židovské komunity postaveny dvě synagogy. Starší domy se opravovaly a přestavovaly. Většina měšťanské architektury má dodnes klasicistní a historizující slohový výraz.
Vlivem rakousko-uherského vyrovnání se Maďarizace projevila v úřadech, školách i na veřejnosti. Maďarský jazyk postupně ovládl i trnavský magistrát a částečně i kulturu. V roce 1870 se v Trnavě konalo zakládající shromáždění Spolku svatého Vojtěcha. Věnoval se vydávání Slovenských knih a přispíval k upevňování národního povědomí navzdory složité době zejména po zavření Matice slovenské v roce 1875. Jeho zásluhou zůstala Trnava významným centrem národního života až do roku 1918.

## Trnava ve 20. století

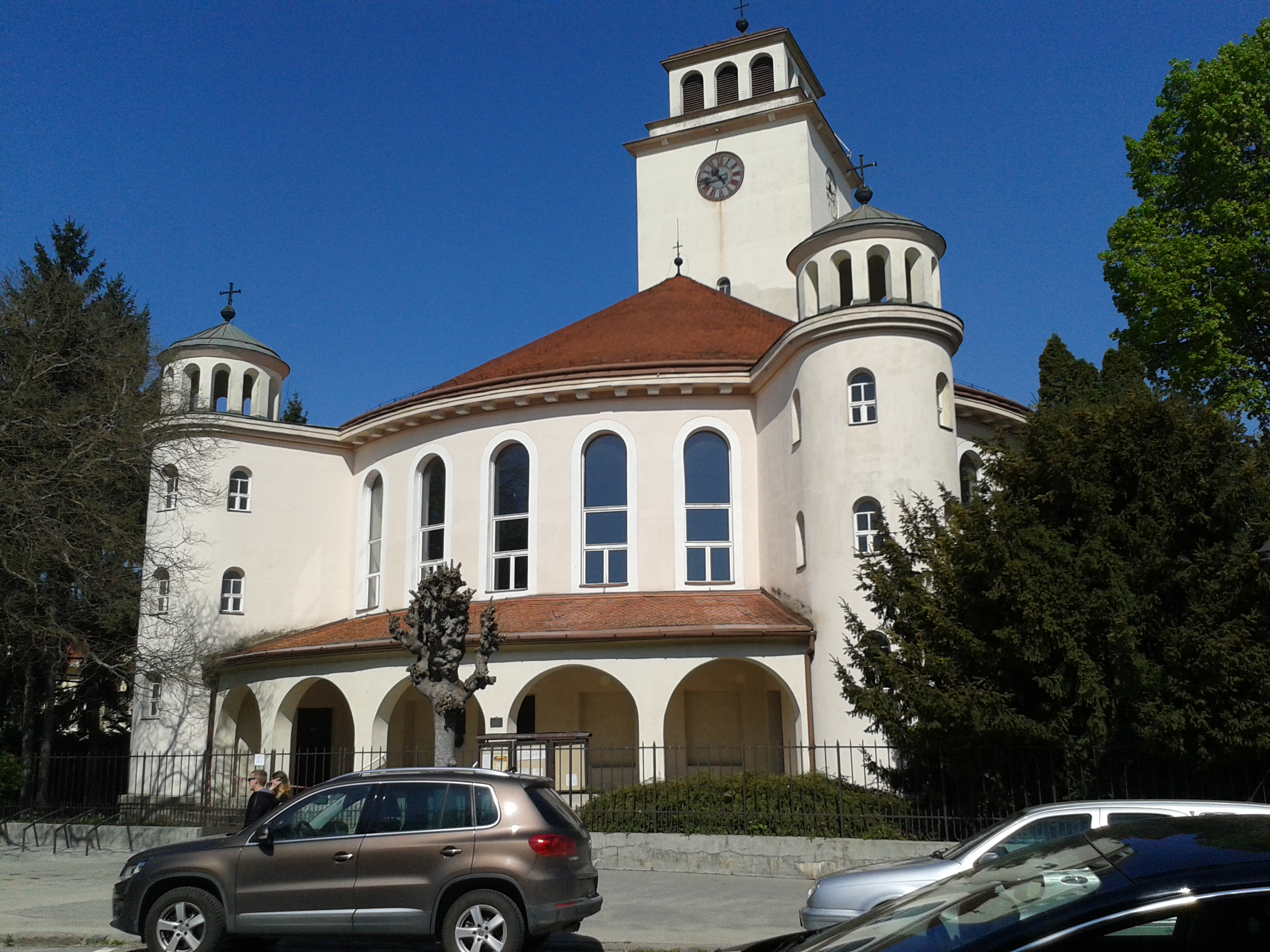
Evangelický kostel z roku 1924

Velké hospodářské krize před první světovou válkou a v meziválečném období se staly příčinou silné vlny emigrace. Trnavu neobešla za Slovenského státu deportace Židů. Do města se přistěhovala část uprchlíků z jižních území zabraných Maďary. Později přišli i obyvatelé z území zaplaveného při budování Oravské přehrady. Lidově demokratické zřízení, znárodnění a další změny v politickém a veřejném životě ovlivnily i Trnavu. Pětileté plány stanovily cíle socialistické společnosti. Začala výstavba nových sídlišť. Reprezentační veřejné budovy, které měly demonstrovat ideje socialismu, zasáhla vzhledová uniformita. Počátkem 20. století se začala více rozrůstat zástavba za hradbami. Jižně od starého města vzniklo nové náměstí (Náměstí SNP) s přilehlými uličkami a novými budovami. Autorem několika secesních objektů je významný slovenský architekt Milan Michal Harminc. Přibyla stavba evangelického kostela (architekt Josef Marek, 1924) a sousedního funkcionalistického evangelického domu (architekt Juraj Chorvát). Kvalitním východiskem pro další rozvoj se stal územní plán Trnavy z roku 1921, který vypracoval Ing. Ivo Beneš. Byl to jeden z prvních plánů tohoto druhu na Slovensku. V panoramatu města přibyly v letech 1936–1946 nové dominanty – vodojem a komplex nákupní ústředny potravinových družstev od architekta Emila Belluše. V letech 1937–1938 byla postavena velká Bernolákova brána v západní části hradeb.
Nástupem socialismu po druhé světové válce došlo k necitlivým destrukčním zásahem v historickém jádru města. Některé hodnotné historické budovy v centru města nahradily pompézní socialistické novostavby. V roce 1987 byl v zájmu záchrany kulturních hodnot vyhlášené historické jádro Trnavy za městskou památkovou rezervaci. Po revoluci v roce 1989 se začaly zachované historické objekty obnovovat. Nový územní plán města z 90. let usiluje o rehabilitaci vzhledu městské památkové rezervace města Trnava.
Trnava, která ani v socialistickém období neztratila katolický ráz, byla od roku 1977 sídlem slovenské církevní provincie v čele s arcibiskupem metropolitou. Nejprve pod názvem Trnavská arcidiecéze a od roku 1995 pod názvem Bratislavsko-trnavská arcidiecéze. 14. února 2008 byla z území arcidiecéze oddělena Bratislavská arcidiecéze a část území byla přičleněna k Nitranské a Banskobystrické diecézi. Trnava sice zůstala sídlem arcibiskupa, ale sídlem metropolity se stala Bratislavská arcidiecéze.
Po událostech v roce 1989 nastala změna politické situace země, což se promítlo do všech oblastí života. Od roku 1996 se Trnava stala centrem nově zřízeného Trnavského samosprávného kraje. Počet obyvatel dosahuje číslo 70 000.